# Iolofath
Iolofath – bóg u wyspiarzy z Karolinów w Mikronezji. Był synem Lugeilanga i bratem Khiou, przyniósł ludziom wodę, rośliny jadalne i ryby.